# George W. Bush Bridge
Die George W. Bush Bridge ist ein 60 Meter langes einspuriges Straßenüberführungsbauwerk und dient  zum Überqueren des Grand Cess River am östlichen Stadtrand der liberianischen Provinzhauptstadt Barclayville im Grand Kru County.

## Geschichte
Die liberianische Regierung der Präsidentin Ellen Johnson-Sirleaf bat die USA um Unterstützung beim Wiederaufbau des vom Bürgerkrieg zerstörten Landes; hierbei sollten die bereitgestellten Mittel vordringlich in die Verbesserung der Infrastruktur fließen. Die in Fragen der technischen Hilfe zuständige Organisation United States Agency for International Development (US-AID) erhielt den Auftrag, eine in den USA vorgefertigte Brücke in Abstimmung mit der Regierung Liberias aufzubauen, hierfür wurde die Provinzhauptstadt Barclayville ausgewählt, um als Synergie-Effekt auch die Verkehrswege im Südosten Liberias zu verbessern.
Als Bautyp wurde eine Bailey-Brücke gewählt. Die in den USA vorgefertigten Stahlteile wurden auf dem Seeweg nach Liberia und mit LKWs zur Baustelle transportiert und konnten mit einem Minimum an Technik aufgebaut werden. Zum Aufbau wurden etwa 100 Bauarbeiter und Techniker von US-AID vor Ort eingesetzt, die baubegleitenden Arbeiten wurden durch liberianische Arbeitskräfte, überwiegend demobilisierte Angehörige der Bürgerkriegsmilizen, realisiert.
Die Einweihung der Brücke erfolgte am 27. April 2006. Sie wurde nach dem zu diesem Zeitpunkt amtierenden amerikanischen Präsidenten George W. Bush benannt und im Beisein der liberianischen Präsidentin, der US-Botschafterin, Vertretern aus dem Mitarbeiterstab von US-AID und der Provinzregierung des Grand Kru County eingeweiht.